# Hans Westman
Hans Gustaf Westman, född 9 mars 1905 i Hökhuvuds församling, Stockholms län,  död 17 november 1991 i Lund, var en svensk arkitekt, främst aktiv i Skåne.

## Biografi

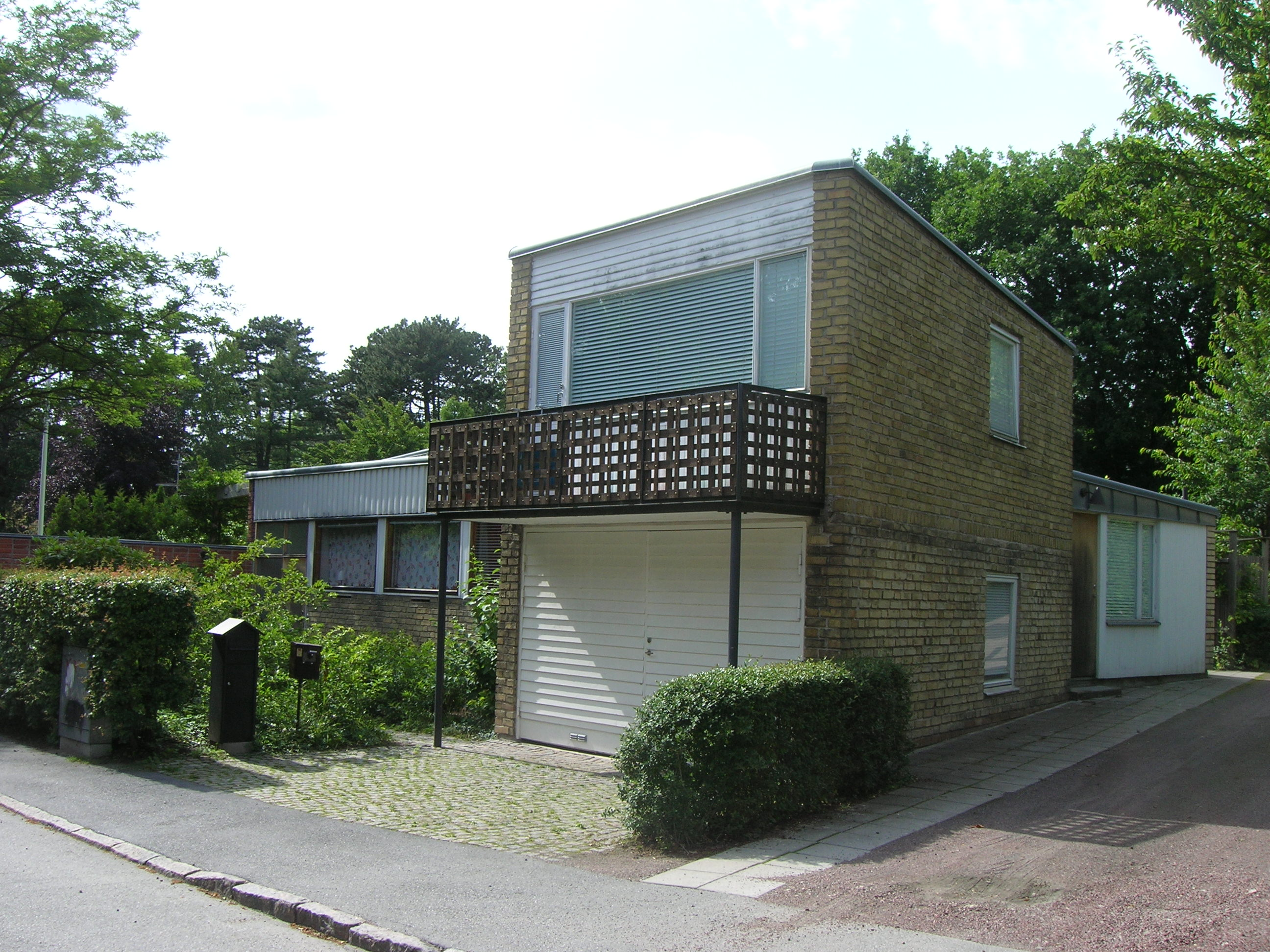
Westmans villa, Lund

Efter studentexamen i Uppsala 1924 utexaminerades Westman från Kungliga Tekniska högskolan (KTH) 1929. Han var anställd hos Hakon Ahlberg och Paul Hedqvist 1929–32 och stadsplanearkitekt under Erik Bülow-Hübe  i Malmö 1933–35. Han företog en studieresa till Italien 1929 och med stipendium från KTH till Italien och Tyskland 1935. 
Våren 1933 började arbetet i Malmö ge en tillräckligt stabil inkomst och Westman kunde därför permanent flytta till Malmö. I juni 1933 gifte han sig med Margit Svensson i Stockholm och som då kunde flyttade ner till Skåne. Westman bedrev egen arkitektverksamhet i Malmö 1936–38 och därefter i Lund. I sistnämnda stad utförde han omkring 120 byggnadsuppdrag i staden. Han började som funktionalist inspirerad av den berömde schweizisk-franske arkitekten Le Corbusier och ritade ett flertal en- och flerfamiljshus i funkisstil under 1930- och 40-talen, bland annat badhuset från 1938, där arkitekten Tor Andersson stått för de tidiga ritningarna som Westman sedan omarbetade något (rivet 1978) och idrottshallen (1941) i Stadsparken samt den egna villan (1939) på Nationsgatan 3 i Professorsstaden.
Med Linnéstaden vid Sankt Jörgens park från 1945-48 anknöt Westman till den traditionella, skånska bondgårdsarkitekturen och skapade en regionalt präglad arkitektur som han kom att vidareutveckla under de kommande åren. Mest lekfullt utvecklade han sina nya idéer i en rad studentbostadshus: Tomegapsgatan 13 och 15 (1951) är inspirerade av skånsk korsvirkestradition, Kalmar nations hus (1952) på Biskopsgatan har lånat formspråket för taket ifrån Domprostgården i Kalmar, Göteborgs nations "Kållehus" (1953) ligger som ett strandat fartyg - med spygatt, kommandobrygga och mast - på Östra Vallgatan, Smålands nations "Smålandsgården" (1952) (numer privat bostadsrättsförening) försågs med röd tegelfasad för att anknyta till de småländska röda stugorna och vita balkonger samt entrén försågs med inmurade stenar från Lagan, Malmö nation på Östra Vallgatan (1964) placerades huset konkavt ut mot gatan, enligt Westman för att visa på staden Malmös egen ställning i förhållande till alla andra.
Det kom med tiden att bli många studentbostadshus och studentbostadsområden signerade Hans Westman: Studentlyckan (1958), Parentesen (1962), Ulrikedal (1963) och Delphi (1964-1967). Fyrklöverhuset som hustyp uppfanns och patenterades av Westman och kom till flitig användning för studentbostäder bland annat på Delphi, Kämnärsvägen och Gylleholmsgatan.
I Malmö ritade Westman Folkets hus, Bylgiahuset och kyrkan till Vår Frälsares församling, i Stockholm den nya delen av Katolska domkyrkan.
Westman var ordförande i Södra Sveriges Byggnadstekniska Samfund mellan 1950-1953.

## Verk i urval
- Sporthallen i Ystad, 1936
- Högevallsbadet 1938 (rivet 1978[6][7]), Lund
- Triangeln 1939–41, Lund
- Idrottshallen vid Högevall 1941, Lund
- Traryds kraftstation i Lagan, 1945
- Linnéstaden 1945–47, Lund
- Akademiska Föreningen (Aspegrenska huset, Nya Fest, ombyggnadsarbetena i södra delen av huset inkl. Stora Salen och Konsertsalen) 1946–53, Lund
- Folkets hus 1948, Malmö
- AF Bostäder 1950–70 (Tomegapsgården, Ulrikedal, Studentlyckan, Parentesen, Kämnärsrätten, Delphi)
- Kalmargården 1951–52, Lund
- Smålandsgården 1951–52, Lund
- Ängabäcks kraftstation i Lagan, 1952
- Kållehus 1953, Lund
- Simrishamns stadshus, 1953
- Folkets hus 1953, Bjuv
- Mellanhedsskolan 1955, Malmö
- Kommunalhuset i Hörby, 1955
- Sporthallen 1956, Linköping
- Bylgiahuset 1957, Malmö
- Lunds tingsrätt, 1958
- Michael Hansens Kollegium 1957, Lund
- Osby Medborgarhus "Borgen", Osby 1958
- Tillbyggnad av Malmö Latinskola 1957–59, Malmö
- Tillbyggnad av Skissernas museum 1959, Lund
- Norrtull 1959, Lund
- Vår Frälsares kyrka 1960, Malmö
- Dackegården 1960, Lund
- Malmö nation 1964, Lund
- Polishuset i Lund, 1964
- Petersgårdens kyrka 1965, Lund
- Heleneholmsverket, 1966, Malmö
- Folkets hus, 1969, Lund
- Tillbyggnad av Sankt Eriks katolska domkyrka 1983, Stockholm

## Bildgalleri

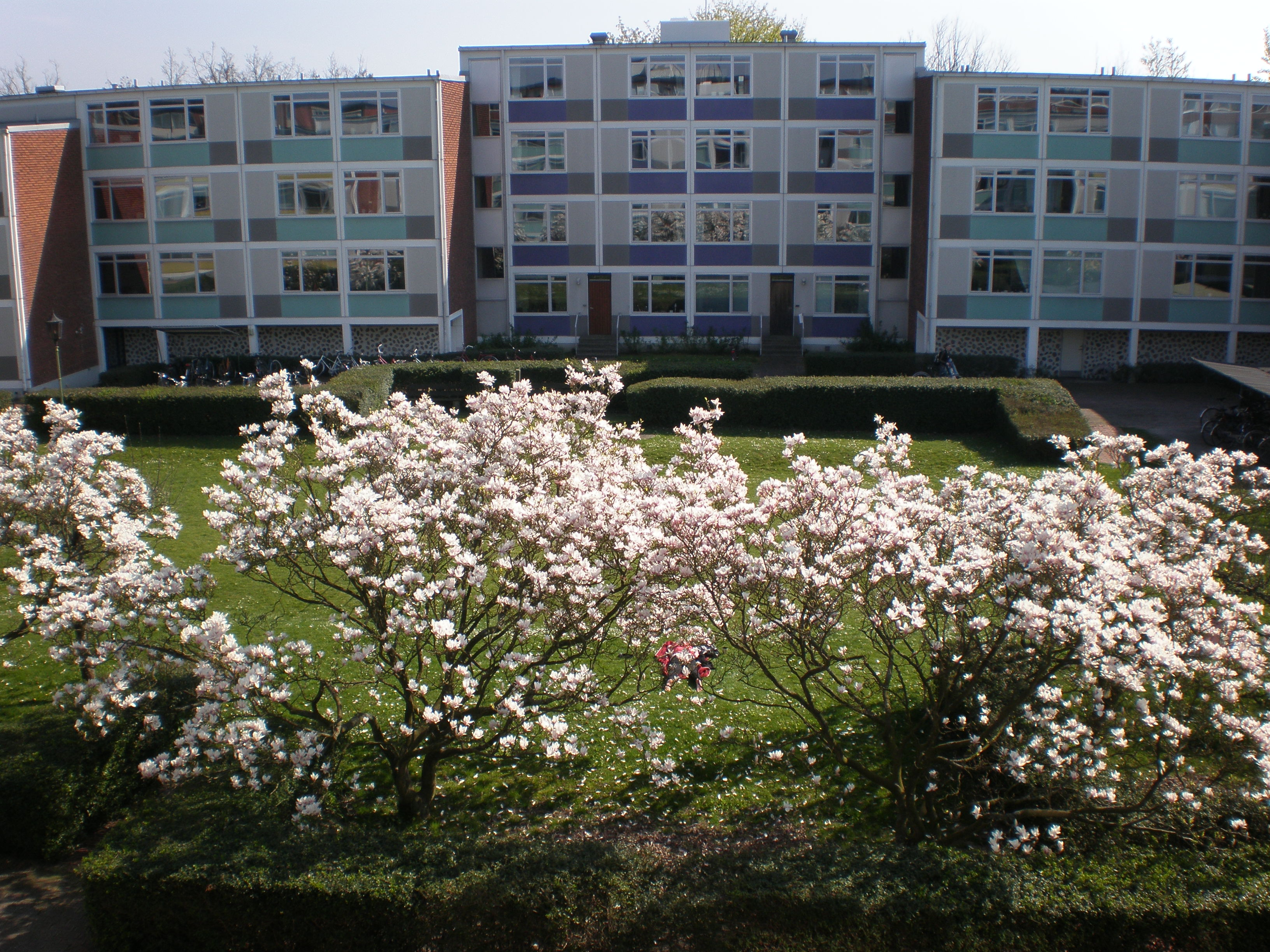
Michael Hansens Kollegium i Lund
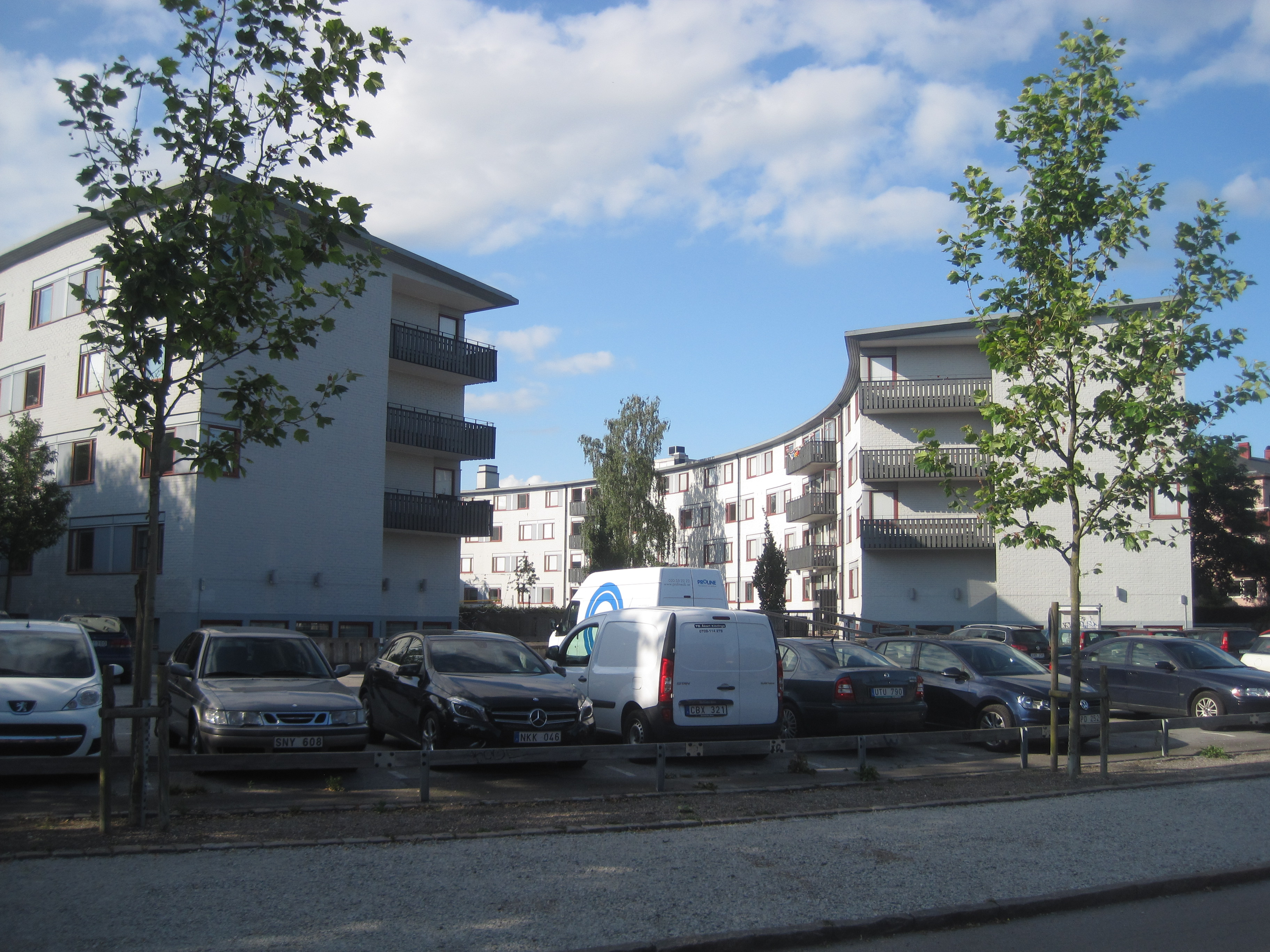
Studentbostadsområdet Parentesen i Lund
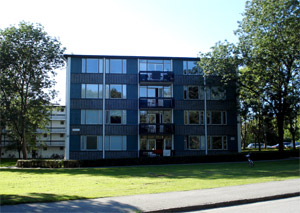
Studentbostadsområdet Ulrikedal i Lund
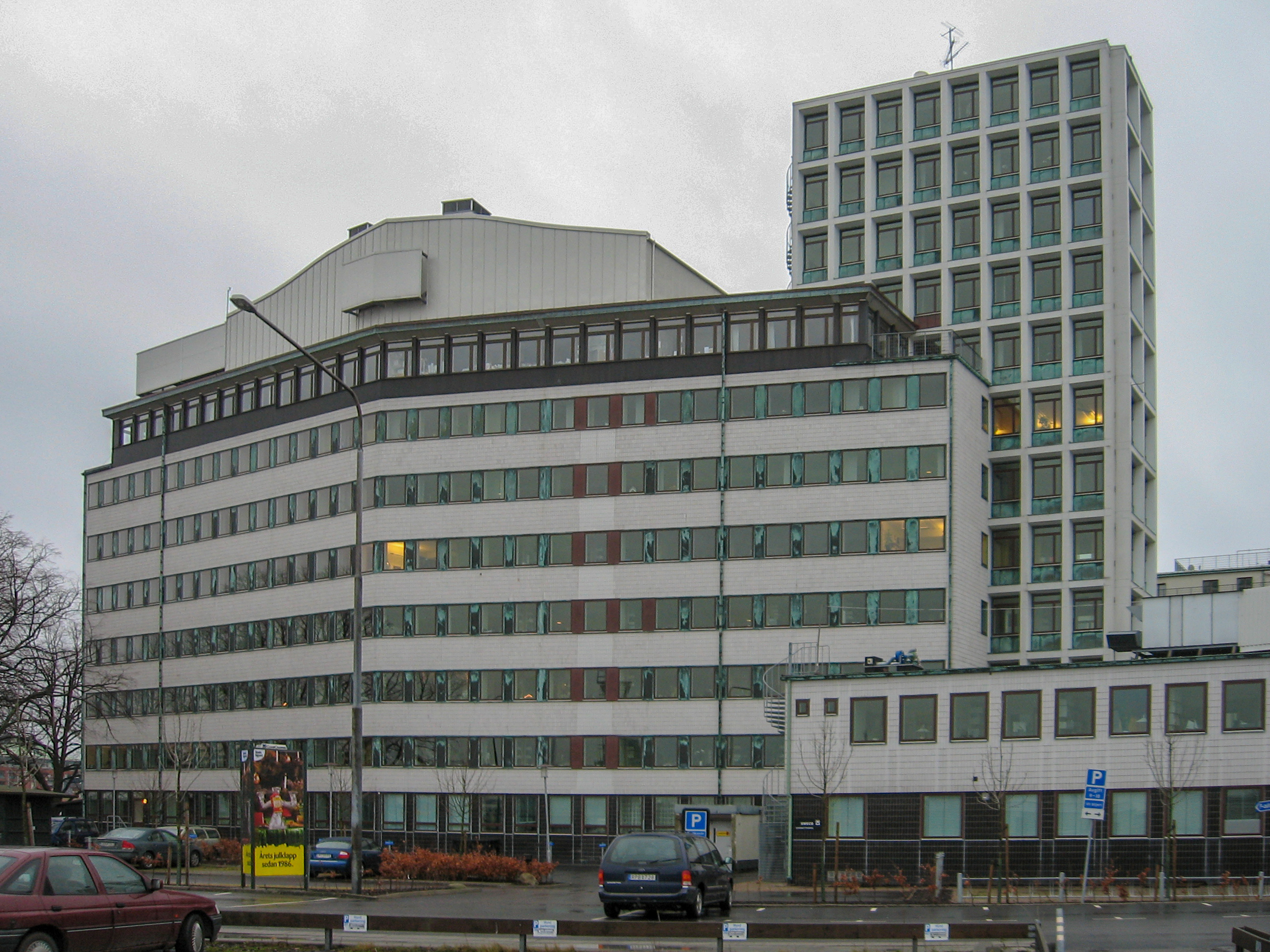
Bylgiahuset i Malmö
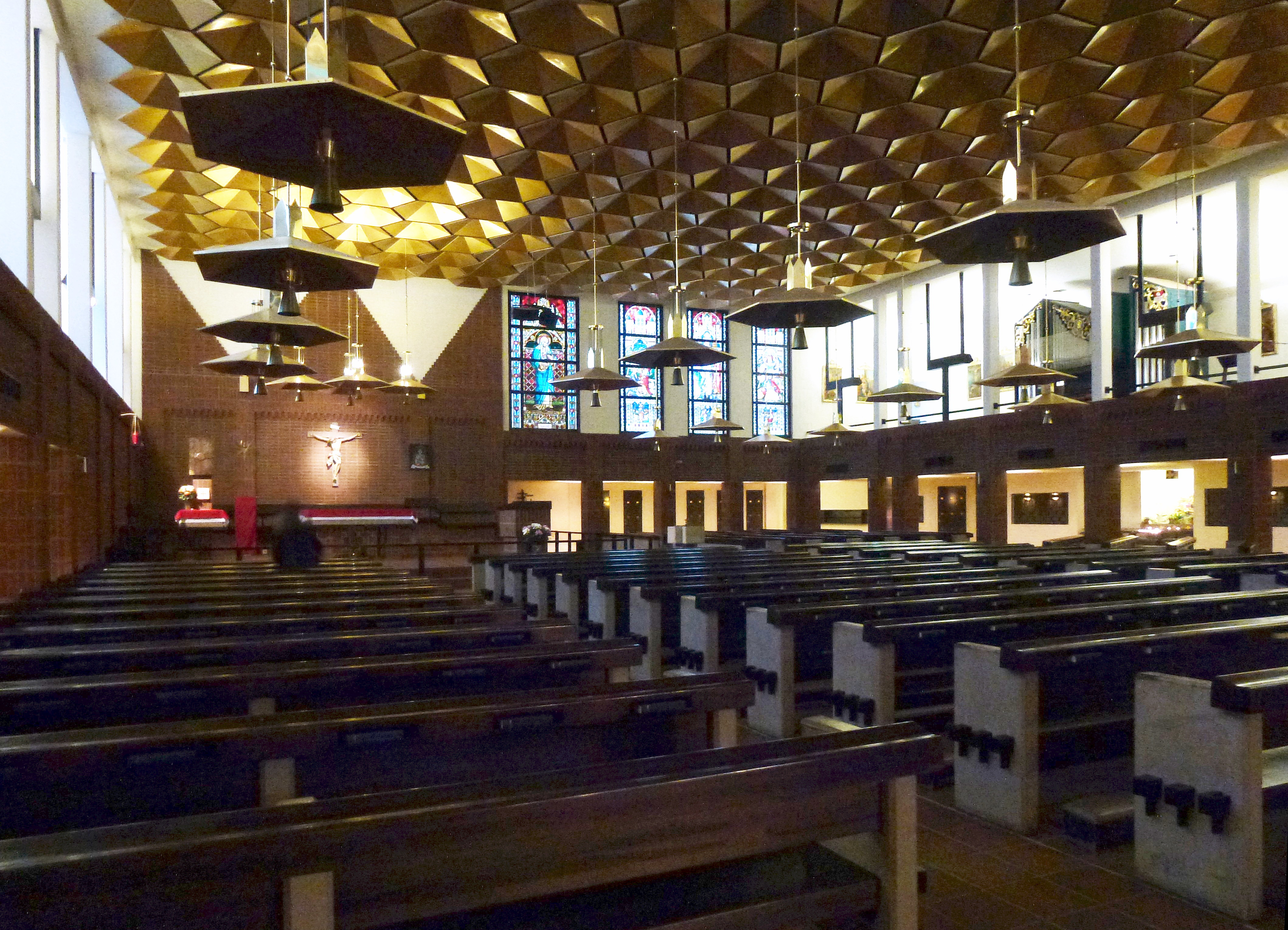
Sankt Eriks katolska domkyrka, nya kyrkosalen, Stockholm
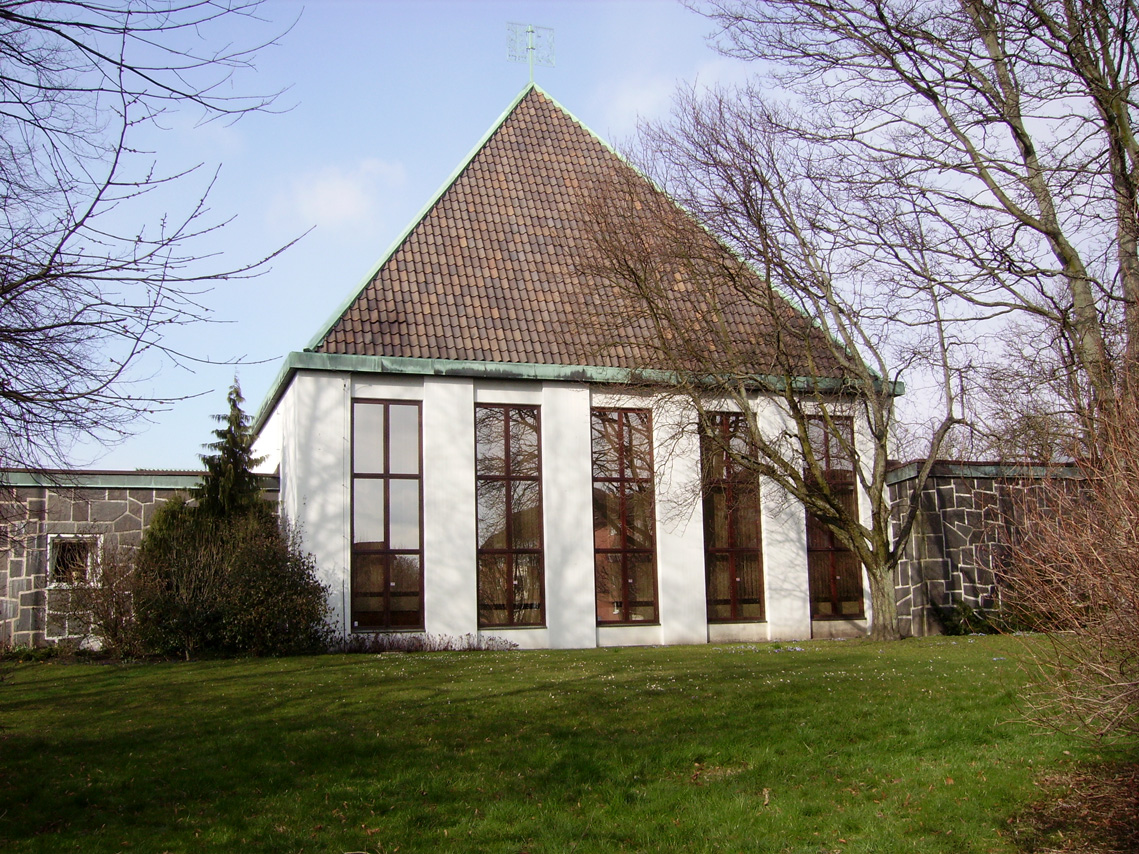
Lunds tingsrätt
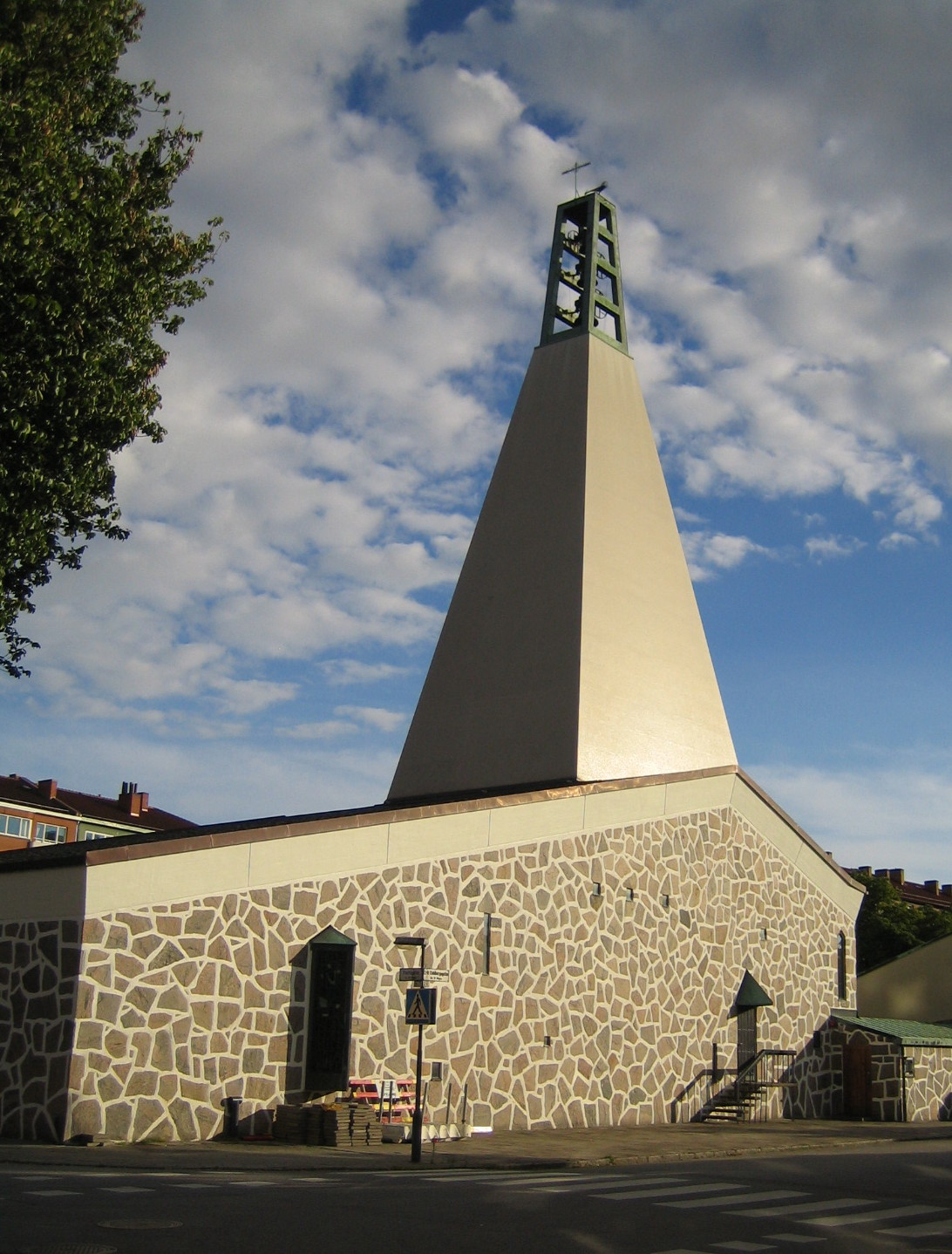
Vår Frälsares kyrka, Malmö